# Рогозин, Исаак Иосифович
Исаак Иосифович Рогозин (1900, с. Золотоноша Полтавской губернии — 1973, Ленинград) — советский эпидемиолог и микробиолог. Доктор медицинских наук (1943), профессор (1943), член-корреспондент АМН СССР (1945). Генерал-майор медицинской службы (1960).

## Биография
Родился в 1900 году. В 1925 году окончил Киевский медицинский институт (ныне Национальный медицинский университет имени А. А. Богомольца). По окончании института проходил службу врачом в частях Красной Армии. С 1930 года вёл научную и педагогическую деятельность. В 1939—1951 годах работал начальником Главного санитарно-противоэпидемического управления Минздрава СССР, в 1943—1951 годы руководил кафедрой эпидемиологии 2-го Московского медицинского института (ныне Российский национальный исследовательский медицинский университет имени Н. И. Пирогова). С 1951 по 1964 год — заведующий кафедрой эпидемиологии Военно-медицинской академии имени С. М. Кирова. Звание генерал-майора медицинской получил 7 мая 1960 года.
В своё время был руководителем и участником 36 научных экспедиций, занимавшихся изучением инфекционных болезней.
Область научных интересов: эпидемиология, микробиология, иммунобиология, вопросы иммунизации против столбняка.
Под его руководством выполнено и защищено 10 докторских и 37 кандидатских диссертаций.
В разное время состоял в правлении Всесоюзного общества эпидемиологов и микробиологов, был членом редакции раздела «Эпидемиология» Большой медицинской энциклопедии.
Ушёл в отставку 27 августа 1968 года. 
Скончался 17 января 1973 года в Ленинграде. Похоронен на Богословском кладбище (участок 33).

## Награды и звания
- Государственная премия СССР (1946) — за разработку и внедрение новых методом иммунизации населения.
- Два ордена Ленина.
- Два ордена Трудового Красного Знамени.
- Два ордена Красного Знамени.

## Труды
И. И. Рогозин является автором около 220 работ по эпидемиологии кишечных, воздушно-капельных, раневых инфекций, инфекций крови, по эпидемиологии зоонозов, профилактике особо опасных инфекций, по микробиологии, иммунобиологии:
- Комбинированная иммунизация вакциной с анатоксином, Воен.-сан. дело, № 10, с. 3, 1936;
- Частная эпидемиология, 1-е изд., Л., 1936, 3-е изд., М., 1944 (совм. с др.);
- Активная иммунизация против столбняка, дисс., М., 1943;
- Активная иммунизация людей против столбняка, Журн. микр., эпид. и иммун., № 7, с. 71, 1947;
- Основные принципы противоэпидемической работы среди населения в период Великой Отечественной войны, в кн.: Опыт сов. мед. в Великой Отечественной войне 1941—1945 гг., т. 32, с. 28, М., 1955 (совм. с Бессмертным Б. С.);
- Профилактика чумы, М., 1955 (совм. с др.);
- Ассоциированная иммунизация и экстренная профилактика.  Л., 1968 (совм. с Беляковым В. Д.).